# ديانا دايموند
ديانا دايموند (بالإنجليزية: Diana Diamond)‏ هي صحفية أمريكية، ولدت في 4 فبراير 1937.